# Lac Little Willow
Le lac Little Willow (en anglais : Little Willow Lake) est un lac américain dans le comté de Plumas, en Californie. Il est situé à 1 837 mètres d'altitude au sein de la Lassen Volcanic Wilderness, dans le parc national volcanique de Lassen.